# Сляпа
Сляпа (на корейски: 블라인드, на английски: Blind) е южнокорейски криминален трилър от 2011 г., режисиран от Ан Санг Хун, по сценарий на Чои Мин Сок и с участието на Ким Ха Нъл и Ю Сънг Хо.
Ким получава отличие за най-добра актриса на 48-те награди Grand Bell и 32-рите филмови награди Blue Dragon за изпълнението си.

## Сюжет
Това е история за едно ужасяващо убийство, на което единственият свидетел е жена с увредено зрение, и Ги Соп - младо момче, виждащо случайно убиеца. Случаят става още по-сложен, тъй като двамата свидетели разказват различни истории.
Мин Су А е обещаващ кадет в полицейската академия. Но след ужасяваща автомобилна катастрофа, в която умира брат ѝ Донг Хюн, а тя губи зрението си, нейната полицейска кариера приключва.
Един ден Су А е взета от шофьор на такси. По пътя става инцидент, при който е блъснат човек. Шофьорът се възползва от нейната слепота, прикрива случая и бяга от местопрестъплението.
Първоначално детективът, на който тя разказва случилото се, не приема на сериозно твърденията ѝ, защото тя е сляпа, но когато Су А проявява изострените си сетива, детективът започва да ѝ вярва.
Двамата започват да работят заедно, за да намерят шофьора на таксито, но всичките им следи се оказват напразни. Тогава се появява и друг свидетел, Куон Ги Соб, момче куриер, което твърди, че също е видял инцидента с блъскането и бягството. Ги Соб категорично заявява, че въпросната кола не е обикновено такси, а по-скоро вносен седан.
Ще успеят ли да разплетат мистерията и да открият кой е убиецът?

## Актьорски състав
- Ким Ха Нъл – Мин Су А
- Ю Сънг Хо – Куон Ги Соп
- Чо Хи Бонг – детектив Чо
- Янг Йонг Чо – Мьонг Джин
- Пак Бо Гом – Донг Хьон, братчето на Су А
- Ким Ми Кьонг – директорът на училището
- Че Филип – детектив от информационния отдел
- Доли – Съл Ги